# Primera División (Chile) 1965
Die Primera División 1965, auch unter dem Namen 1965 Campeonato Nacional de Fútbol Profesional bekannt, war die 33. Saison der Primera División, der höchsten Spielklasse im Fußball in Chile.
Die Meisterschaft gewann wie im Vorjahr das Team von Universidad de Chile, das sich damit für die Copa Libertadores 1966 qualifizierte. Es war der fünfte Meisterschaftstitel für den Klub. Erstmals qualifizierte sich auch der Vizemeister für die Copa Libertadores. Tabellenletzter und somit Absteiger in die zweite Liga ist Coquimbo Unido.

## Modus
Die 18 Teams spielen jeder gegen jeden mit Hin- und Rückspiel. Sieger ist die Mannschaft mit den meisten Punkten. Bei Punktgleichheit entscheidet das Torverhältnis. Sind die besten Teams um die Meisterschaft punktgleich, entscheidet ein Meisterschaftsendspiel um den Titel. Der Tabellenletzte steigt in die zweite Liga ab.

## Teilnehmer
Für Absteiger Ferrobadminton spielt Zweitligameister CD O’Higgins nun in der Primera División. CD Green Cross fusionierte mit Zweitligist Deportes Temuco zu Green Cross Temuco. Folgende Vereine nahmen daher an der Meisterschaft 1965 teil:
| Mannschaft           | Stadt             |
| -------------------- | ----------------- |
| Audax Italiano       | Santiago de Chile |
| Colo-Colo            | Santiago de Chile |
| Coquimbo Unido       | Coquimbo          |
| Deportes La Serena   | La Serena         |
| Everton              | Viña del Mar      |
| Green Cross Temuco   | Temuco            |
| CD Magallanes        | Santiago de Chile |
| CD O’Higgins         | Rancagua          |
| Palestino            | Santiago de Chile |
| Rangers de Talca     | Talca             |
| San Luis de Quillota | Quillota          |
| Santiago Morning     | Santiago de Chile |
| Santiago Wanderers   | Valparaíso        |
| Unión Española       | Santiago de Chile |
| Unión La Calera      | La Calera         |
| Unión San Felipe     | San Felipe        |
| Universidad Católica | Santiago de Chile |
| Universidad de Chile | Santiago de Chile |

## Tabelle
| Pl.                       | Verein                   | Sp. | S  | U  | N  | Tore    | Diff. | Punkte |
| ------------------------- | ------------------------ | --- | -- | -- | -- | ------- | ----- | ------ |
| 1.                        | Universidad de Chile (M) | 34  | 25 | 7  | 2  | 086:360 | +50   | 57     |
| 2.                        | Universidad Católica     | 34  | 21 | 9  | 4  | 071:390 | +32   | 51     |
| 3.                        | Rangers de Talca         | 34  | 18 | 8  | 8  | 076:630 | +13   | 44     |
| 4.                        | CD Palestino             | 34  | 16 | 11 | 7  | 070:420 | +28   | 43     |
| 5.                        | Everton                  | 34  | 17 | 7  | 10 | 076:520 | +24   | 41     |
| 6.                        | Green Cross Temuco       | 34  | 14 | 7  | 13 | 051:460 | +5    | 35     |
| 7.                        | CSD Colo-Colo            | 34  | 11 | 12 | 11 | 065:550 | +10   | 34     |
| 8.                        | Audax Italiano           | 34  | 12 | 10 | 12 | 043:390 | +4    | 34     |
| 9.                        | Deportes La Serena       | 34  | 12 | 10 | 12 | 057:590 | −2    | 34     |
| 10.                       | Santiago Wanderers       | 34  | 13 | 7  | 14 | 055:540 | +1    | 33     |
| 11.                       | CD O’Higgins (N)         | 34  | 11 | 11 | 12 | 049:530 | −4    | 33     |
| 12.                       | Unión Española           | 34  | 12 | 7  | 15 | 074:660 | +8    | 31     |
| 13.                       | CD Magallanes            | 34  | 11 | 9  | 14 | 041:570 | −16   | 31     |
| 14.                       | Unión San Felipe         | 34  | 13 | 3  | 18 | 059:860 | −27   | 29     |
| 15.                       | Santiago Morning         | 34  | 4  | 18 | 12 | 043:590 | −16   | 26     |
| 16.                       | San Luis de Quillota     | 34  | 5  | 13 | 16 | 046:670 | −21   | 23     |
| 17.                       | Unión La Calera          | 34  | 8  | 7  | 19 | 041:730 | −32   | 23     |
| 18.                       | Coquimbo Unido           | 34  | 1  | 8  | 25 | 024:810 | −57   | 10     |
| Quelle: , Stand: Endstand |                          |     |    |    |    |         |       |        |

| (M) | Vorjahresmeister |
| (N) | Aufsteiger       |

## Beste Torschützen
| Rang | Spieler         | Klub             | Tore |
| ---- | --------------- | ---------------- | ---- |
| 1    | Héctor Scandoli | Rangers de Talca | 25   |